# Pedro Olaio (filho)
Pedro Olaio (Filho) ou Pedro Olayo (Filho) (Coimbra, 02 de setembro de 1930 — Coimbra, 23 de setembro de 2017) foi um pintor português espatulista e aguarelista fortemente influenciado pelo impressionismo europeu. Teve como mestres José Contente e Edmundo Tavares.

## Biografia
Estudou em França e em Itália, Belas Artes na Academia Aráldica Internacionale Il Marzocco, em Florença.
A sua primeira exposição foi em 1951, na Galeria de "O Primeiro de Janeiro", na Rua Ferreira Borges. Esteve na fundação do futuro Círculo de Artes Plásticas.
Em 1963, foi um dos artistas portugueses escolhidos para fazer parte da exposição colectiva O rio Douro : visto por artistas plásticos : óleos e aguarelas, organizada e patente no Museu Nacional de Soares dos Reis, no Porto. Entre outros convidados podemos encontrar nomes como Joaquim Rafael, Dominguez Alvarez, José de Brito, José Campas, António Carneiro, Ernesto Condeixa, Leal da Câmara, Roque Gameiro, Dórdio Gomes, Jaime Isidoro, Alfredo Keil, Acácio Lino, Joaquim Lopes, Artur Loureiro, Jaime Murteira, Marques de Oliveira, Júlio Resende, Sofia Martins de Sousa ou Aurélia de Sousa.
Nas celebrações do Dia da Cidade de Coimbra de 2017, o presidente da Câmara Municipal de Coimbra anunciou que seria atribuído o nome de Pedro Olaio (Filho) à sala / galeria do centro de convenções e espaço cultural no Convento de São Francisco. O anúncio surpresa surgiu enquanto o pintor participava na inauguração de uma exposição retrospetiva da sua obra neste mesmo espaço e onde recebeu uma medalha da cidade.